# 아빙돈성경주석
아빙돈성경주석은 1935년 국내에서 번역 출판된 성경주석서이다. 한국개신교회 선교 50주년을 기념하여 신생사(新生社)에서 1934년 12월에 인쇄하였다.
원본은 역사적 성경해석을 바탕으로 성서고고학과 성서비평학을 수용하여 다양한 교단의 학자들이 복음적으로 저술한 주석서로 미국 감리교회 출판국이었던 아빙돈 출판사에서
1930년에 출판한 《The Abingdon Bible Commentary》였고 이를 당시 국내 감리교, 장로교의 신학자들이 번역하였다. 당시 1930년대 개신교회의 신학적 발전을 위한 계기가 되길 바라던 기대와 달리 보수적 장로교회의 반발로 신학적 대립이 발생하였다.

## 아빙돈성경주석 편찬
원저자들은 미국, 캐나다, 오스트리아, 인도 등의 각지에 연구 활동하던 다양한 교파 소속 66명의 학자들이었고, 전통 복음주의적 바탕에
다양한 시각과 함께 초교파적인 주석으로 종교개혁의 전통인 역사적 성경해석 방식에 추가적으로 성서비평학과 성서고고학의 내용을 일부 수용하여 작성되었다. 당시 미국과 유럽 등 기독교 문화권에서는 전통적이고 복음적으로 인정받는 주석서였다. 저자들은 영어권 지역 감리교회만이 아니라 장로교회, 성공회교회, 루터교회 등의 신학자들이었다.
미국에서 출판했으며 영어권의 감리교회 뿐만 아니라 장로교, 루터교, 성공회, 침례교 등 개신교파 전역에서 우수한 주석서로 인정하여 설교와 성경연구에 사용하였다.이를 감리교회 신학자이자 감리교회 교육국 총무였던 유형기 목사가 중심이 되어 감리교회에서는 양주삼, 정경옥, 김창준, 전영택, 변홍규, 송길섭 등, 장로교회에서는 송창근, 김재준, 채필근, 한경직 등 당시 개신교회 주요한 신학자와 목회자들 52명이 참여하여 번역하였다.

## 주석서의 내용
주석내용은 전문적인 학술내용보다는 이해를 돕는 해설내용으로 구성되었고, 전통적 성경주석인 역사적 성경해석 방식을 따르며 성서비평학의 입장을 수용하여 성서에 대한 일반적인 문제와 특수한 문제들도 취급하였고, 각 부문마다 그 배경 설명까지 첨부하였다. 1930년대 당시 한국 교회의 목사들과 교회 지도자들의 성서 연구에 활력소가 되었고, 신학자들과 목회자들이 이 주석서를 설교와 성경 연구에 활용하였다.

## 대한민국 개신교 갈등으로 비화
당시 1930년대 개신교 신학계는 아빙돈 성경주석으로 인하여 개신교 종교개혁 전통의 정통 신학과 세대주의 대립이 표면화하였다. 이미 18세기에개신교 주류 교단에서 합리주의(계몽주의) 신학이 유입되고, 합리주의에 맞선 자유주의 신학에도 유입된 성서 문서비평과 반신비주의 기조가 각 교단의 신앙고백과 교리를 약화시켰다. 이러한 배경에서 등장한 개신교 공교회주의 신학에 맞서 명맥을 유지한 정통주의와 더불어 19세기 등장한 세대주의 주장이 당시 교회내에서 충돌하였다. 열정주의적 신앙을 지녔던 당시 감리교회와 장로교 선교사들과 목회자들이 선교에 협력하였으나, 주석서에 대한 교단의 입장 차이가 드러나며 협력에 균열이 나타났다.

### 조선 감리교회와 장로교회의 신학적 차이
당시 감리교회 선교사는 대부분 신앙적 열정주의 성향을 지녔으나, 신학적 입장이 에큐메니칼 즉, 공교회주의자였으며, 자유주의 신학이 미국 본토 신학교에서 수용되어 있었다. 따라서 당시 등장한 성경을 일반 고문서처럼 다루는 성경해석 방법인 고등비평 관점이 가미된 자료비평 중심의 역사적 성경해석을 기준으로 삼았다. 1세대 선교사인 아펜젤러 등은 아직 성서영감설을 지지하던 드류신학교  소수의 감리교 내 보수적인 신학교 출신으로 고등자료비평을 따르지 않았으나, 뒤이어 도착한 선교사들은 그렇지 않았다. 그 결과,당시 감리교의 신학교에서 가르치던 성서 교재는 성서영감설을 벗어난 고등비평 방식으로 수행된 역사적 성경해석 바탕의 문헌들이 대부분이었다. 점차 역사적 주석방법이 주요 도시 감리교회 내에서 자리를 잡았고, 목회 현장의 목사들도 역사적 성경해석을 기준으로 설교하는 자들이 늘어나고 있었다.
당시 대다수 장로교회 선교사 역시 신앙적 열정주의 성향을 지녔지만, 신학적 입장이 개혁주의 정통 외에 세대주의 영향도 받았다. 특히 장로교 신학교의 성서 교수이자 항일운동가 마포삼열 선교사는 정통주의의 기반 아래 성서영감설을 유지하는 성서교재를 번역하고 신학교 과목으로 가르쳤다. 그 영향을 받은 당시 장로교에서는 정통주의, 세대주의적 성서 이해가 기준으로 자리를 잡았다.
역사적 성경 해석 방식과 이를 따르는 성서비평 해석방법을 수용한 이 주석서를 당시 장로교에서는 정통주의 및 세대주의와 비교하며 복음과 멀어진 문헌이라고 하여 반대하며 우려하는 목소리를 냈다. 장로교에서는 '아빙돈 성경주석'의 불매운동을 펼치고, 번역과 편집에 참여했던 장로교 신학자와 목회자들에게 잘못을 시인하라고 요청하였다.

### 조선 장로교회의 세대주의 강화
정작 한국 장로교선교를 지원했던 미국과 스코틀랜드, 캐나다의 장로교회들은 세대주의가 아니라 개혁주의를 따랐으므로 아빙돈 성경주석을 수용하고 활용했었다. 하지만, 1935년 9월 제24회 조선 장로교총회에서 아빙돈 주석은 장로교 교리에 위배되는 점이 많아, 구독을 금지하고, 집필에 참여한 장로교 학자들에게 공개적인 사과를 결의하였다. 세대주의 영향으로 성경의 '축자 영감설'을 지지하였던 길선주 목사를 필두로 일부 선교사들도 이 주석이 장로교 신앙을 위험케 한다는 것에 동의하는 목소리를 내었다. 당시, 김인서는 1935년 '신앙생활' 8.9월호에 이 주석이 고등비평적인 성경관에 치우쳐 "구약의 초자연적 기사들은 사실이 아닌 종교문학"으로 보는 관점과 신약의 기적이사들에 대해서도 애매한 태도를 취하고 있는 문제점을 제시했다. 이 시기부터 한국 장로교회의 문제가 되는 세대주의가 장로교의 주류로 등장하였다. 한국 장로교회는 정통적 개신교 종교개혁 신학인 개혁주의에서 멀어진 세대주의 선교사들의 신앙과 신학을 기준으로 삼았다. 동시에 장로교 내부에서 종교개혁 전통의 개혁주의를 지지하는 이들의 세대주의 반대도 등장하였다.

### 종교개혁 전통과 세대주의의 대립
감리교회는 개신교 공교회주의 신학과 역사적 성경해석을 기준으로 삼는 교회였으므로 당시 한국 장로교회의 이러한 반응을 이해하기 어려웠고, 장로교회는 정통주의의 성서영감설을 지켜왔다. 또한 당시 합리주의와 자유주의에 맞서던 근본주의에 유입된 세대주의 영향으로 역사적 성경해석과 성경비평적 성경해석을 수용할 수 없었던 상황에서 이 주석서를 수용하는 감리교회를 이해하기 어려웠다. 이로 인해 감리교회와 장로교회의 신학적 대립이 표면화하였다. 이뿐 아니라 장로교회 내부에서도 종교개혁 전통의 개혁주의를 지키려는 정통주의 기조에서 미 본토의 근본주의 운동의 결과 유입된  세대주의를 따르는 보수파와, 미 본토의 새 경향을 따르자는 진보파의 대립이 분명하게 나타나기 시작하였다.
물론, 감리교회 역시 성서영감설을 지킨 보수파가 있었기에 전체가 아빙돈 주석을 옹호하지는 않았다.

## 같이 보기
- 감리교회
- 장로교회

## 참고
《민족문화대백과사전》한국학중앙연구원, 2010.
이덕주. 〈성경을 가지고 싸운 사람들〉, 《성서한국》, 대한성서공회, 2000, 겨울, 통권46권4호.